# Campionati mondiali di pentathlon moderno 1996
I campionati mondiali di pentathlon moderno 1996 si sono svolti a Roma, in Italia, dove si sono disputate le gare maschili individuali ed a squadre, ed a Siena, in Italia, dove si sono disputate le gare femminili individuali ed a squadre.

## Risultati

### Maschili
| Evento              | Oro                                                    | Argento                                                    | Bronzo                                                 |
| Staffetta a squadre | Polonia Maciej Czyżowicz Igor Warabida Dariusz Mejsner | Francia Frédéric Clercq Sébastien Deleigne Christophe Ruer | Kazakistan Aleksandr Parygin Oleg Rebrov Dmitry Tyurin |

### Femminili
| Evento              | Oro                                                     | Argento                                                  | Bronzo                                                   |
| Individuale         | Zhanna Shubenok                                         | Dorota Idzi                                              | Elizaveta Suvorova                                       |
| A squadre           | Russia Elizaveta Suvorova Yelena Felina Olga Mukhortova | Germania Kim Raisner Barbara Oltarjow Tanja Meyer-Efland | Polonia Dorota Idzi Iwona Kowalewska Anna Sulima         |
| Staffetta a squadre | Polonia Iwona Kowalewska Dorota Idzi Edyta Małoszyc     | Italia Fabiana Fares Federica Foghetti Emanuela Gabella  | Germania Tanja Meyer-Efland Barbara Oltarjow Kim Raisner |

## Medagliere
| Posizione | Paese       |   |   |   | Totale |
| --------- | ----------- | - | - | - | ------ |
| 1         | Polonia     | 2 | 1 | 1 | 4      |
| 2         | Russia      | 1 | 0 | 1 | 2      |
| 3         | Bielorussia | 1 | 0 | 0 | 1      |
| 4         | Germania    | 0 | 1 | 1 | 2      |
| 5         | Francia     | 0 | 1 | 0 | 1      |
| 5         | Italia      | 0 | 1 | 0 | 1      |
| 7         | Kazakistan  | 0 | 0 | 1 | 1      |
| Totale    | Totale      | 4 | 4 | 4 | 12     |